# Valentin Houinato
Valentin Houinato (Melun, 15 de octubre de 1996) es un judoca y periodista franco-beninés. Calificó para representar a Benín en los Juegos Olímpicos de París 2024.

## Biografía
Houinato nació el 15 de octubre de 1996 en Melun, Francia. Tiene ascendencia beninesa a través de su padre, y Houinato visitó el país varias veces mientras era niño. Jugó al fútbol cuando era joven, pero a su madre no le gustaba el deporte y lo inscribió en judo. Compitió en judo durante un tiempo en Cesson pero finalmente abandonó el deporte; cuando tenía 17 años decidió volver al mismo. Se convirtió en cinturón negro en 2014. Sin embargo, sufrió una fractura en el brazo al principio de su regreso al judo y luego compitió a bajo nivel durante los siguientes tres años. Luego dejó su club, en Brétigny-sur-Orge, y se incorporó a uno en Sainte-Geneviève-des-Bois (Essonne).
Houinato asistió a la escuela en Montpellier, estudió periodismo y se licenció en información y comunicación. Se unió a un club en Montpellier y ascendió de rango, compitiendo en la categoría de 81 kg. Finalmente alcanzó un ranking entre los 20 primeros a nivel nacional. Después de graduarse de la escuela, Houinato también se convirtió en periodista de la emisora Radio France.
En 2022, Houinato, con el objetivo de competir en última instancia en los Juegos Olímpicos de Verano, decidió competir en judo para Benín, el país natal de su padre, ya que le brindaba una mejor oportunidad de llegar a los Juegos Olímpicos. Sin embargo, debido a los recursos limitados de las asociaciones atléticas de Benín, Houinato se pagaba principalmente por sí mismo para viajar a los torneos, entrenar y conseguir equipo. Describió en Le Monde la dificultad de trabajar a tiempo completo como periodista y competir en judo: «hay muchas luchas, así que estoy hablando de muchas luchas... Llevo caminando sobre la cuerda floja desde hace muchos meses». Houinato quedó quinto en el Campeonato Africano de Judo de 2022 y volvió a hacer lo mismo en 2023; también ganó medallas de bronce en eventos del Abierto de África cuatro veces entre 2023 y 2024, y compitió en el Campeonato Mundial de Judo de 2024, donde perdió en la ronda de 64.
A medida que se acercaban los Juegos Olímpicos, Houinato creó un programa de radio semanal, «La Prépa», donde describió sus intentos de clasificarse. Le contó a France 24 su experiencia con el periodismo y el judo: «Es como un infierno porque no duermo. Me levanto temprano, me acuesto tarde. Hago entrenamiento muscular por la mañana antes de llegar a la radio. Voy a la conferencia editorial, hago mi día y, cuando las noticias lo permiten, voy directamente al judo». Le Monde señalaba en abril de 2024:

Desde hace más de un año, Houinato tiene que hacer malabarismos entre el trabajo, los entrenamientos y los torneos sin un entrenador que le ayude, lidiando con lesiones y luchando por encontrar dinero, todo por su cuenta. Tiene un pequeño patrocinador y ha lanzado una campaña de recaudación de fondos en Internet. Todo esto le agota física y mentalmente, a veces hasta el punto de hacerle llorar. Un médico le dijo que sufría una «sobrecarga cognitiva» y le recetó antidepresivos.

En abril de 2024, la clasificación mundial de Houinato ocupaba el puesto 70. Para clasificarse, Houinato necesitaba estar entre los 12 primeros de África. Al final logró clasificarse. Consiguió la medalla de plata en el Campeonato Africano de Judo de 2025.

## Palmarés internacional
| Representando a Benín |                          |                  |           |
| Campeonato Africano   |                          |                  |           |
| Año                   | Lugar                    | Medalla          | Categoría |
| 2025                  | Abiyán (Costa de Marfil) | Medalla de plata | –81 kg    |